# Diana Dudeva
Diana Gеnkova Dudeva (bulgare : Диана Гeнкова Дудева), née le 7 juillet 1968 à Pleven, est une gymnaste artistique bulgare.

## Palmarès

### Jeux olympiques
- Séoul 1988
  -  médaille de bronze au sol

### Championnats d'Europe
- Moscou 1987
  -  médaille d'argent aux barres asymétriques
  -  médaille de bronze au concours général individuel